# Brot und Spiele
Brot und Spiele (alemán para Panem et circenses, 'Pan y circo') es el nombre del festival romano más grande de Alemania. Tiene lugar cada año en la ciudad más vieja de Alemania, Tréveris (llamada Augusta Treverorum por los romanos). En el anfiteatro hay un espectáculo histórico (teatro con luchas de gladiadores) y en las termas imperiales se presenta la vida cotidiana de los romanos (tanto la vida civil como la vida militar).
En 2006 el festival fue un ganador del concurso Deutschland – Land der Ideen ('Alemania – país de ideas'). En 2007 el festival duró del 10 hasta el 12 de agosto y Constantino I el Grande era un tema importante, el número de visitantes era un nuevo récord: 23.500. En 2008 el festival será entre el 15 y 17 de agosto.

## Galería de imágenes

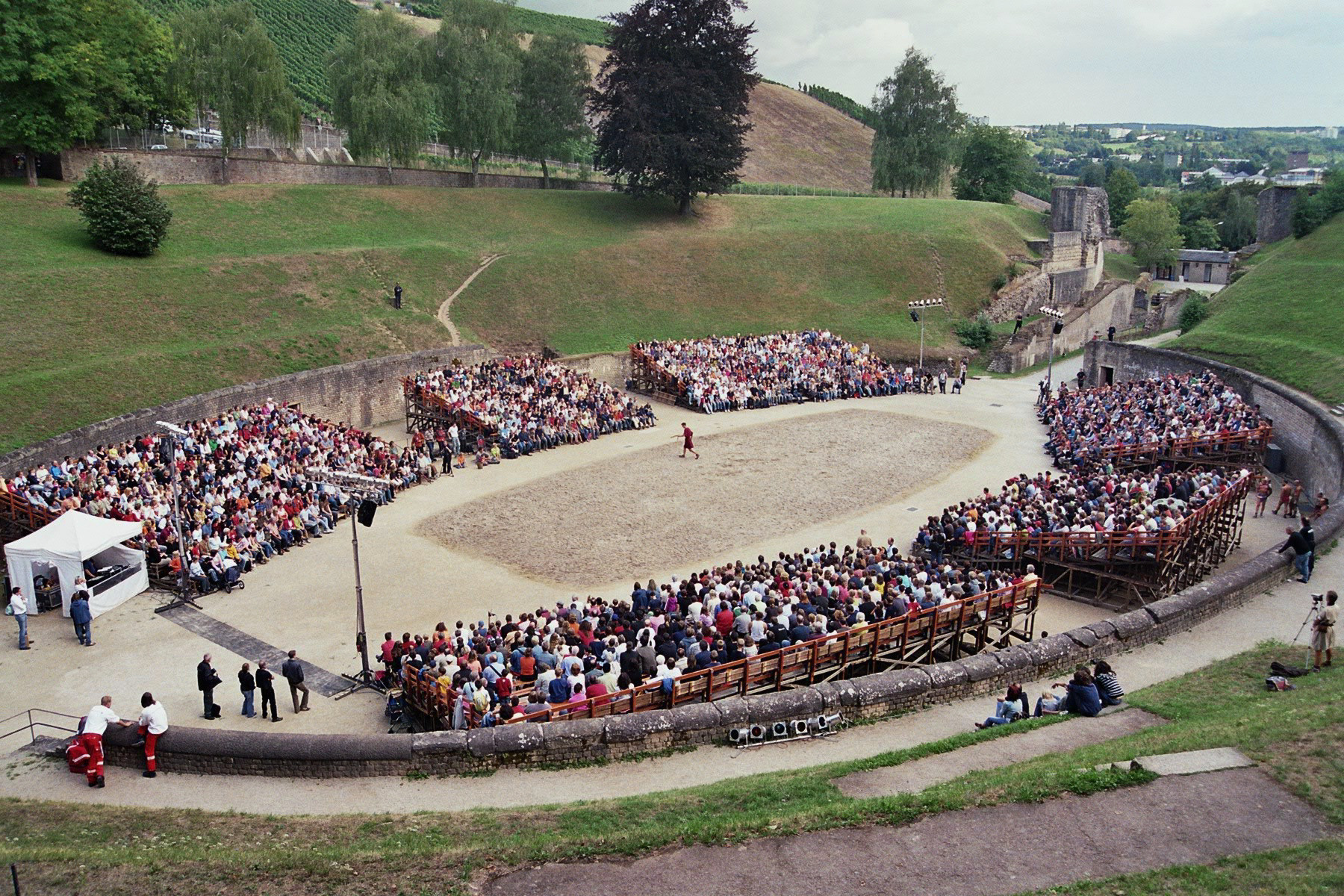
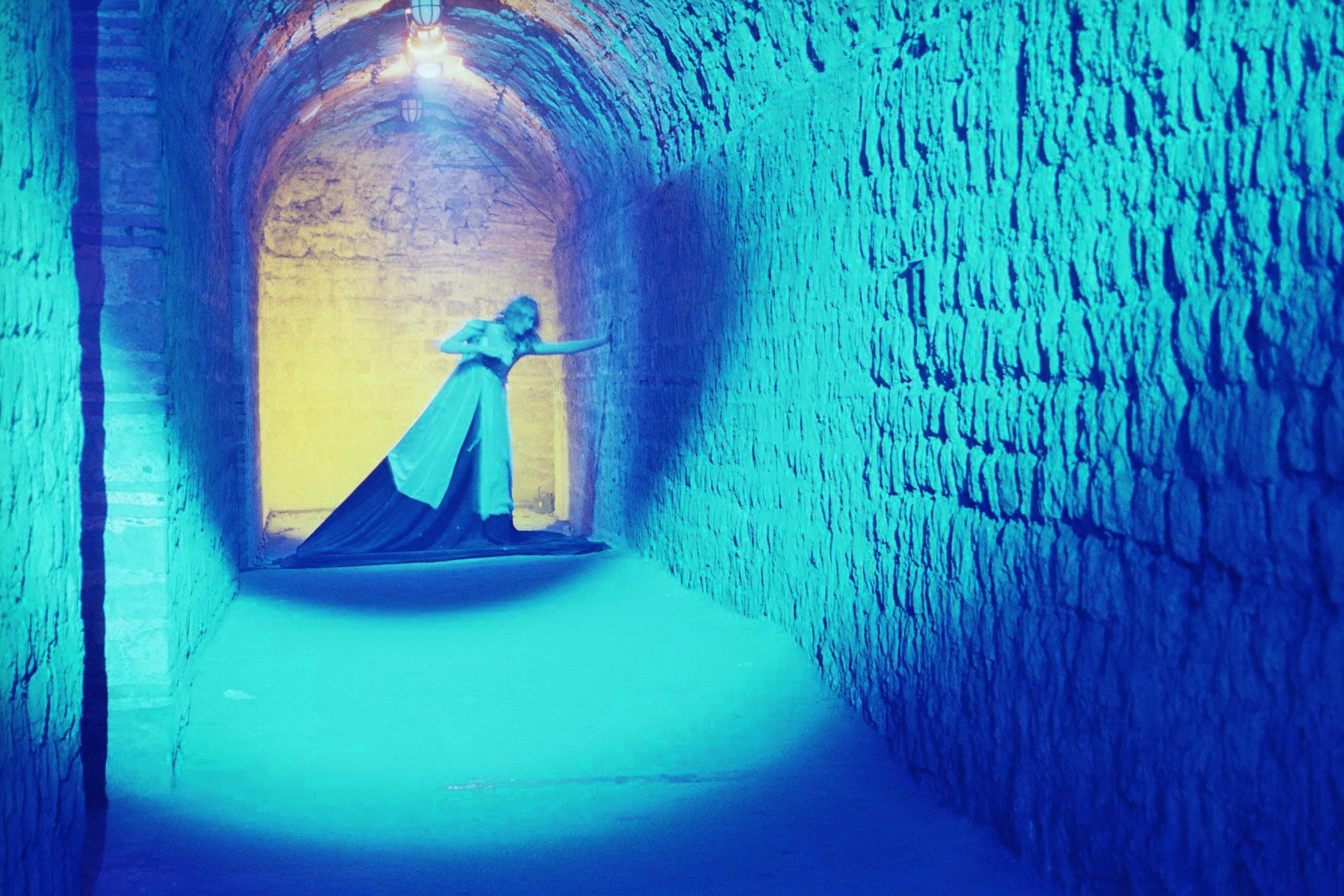
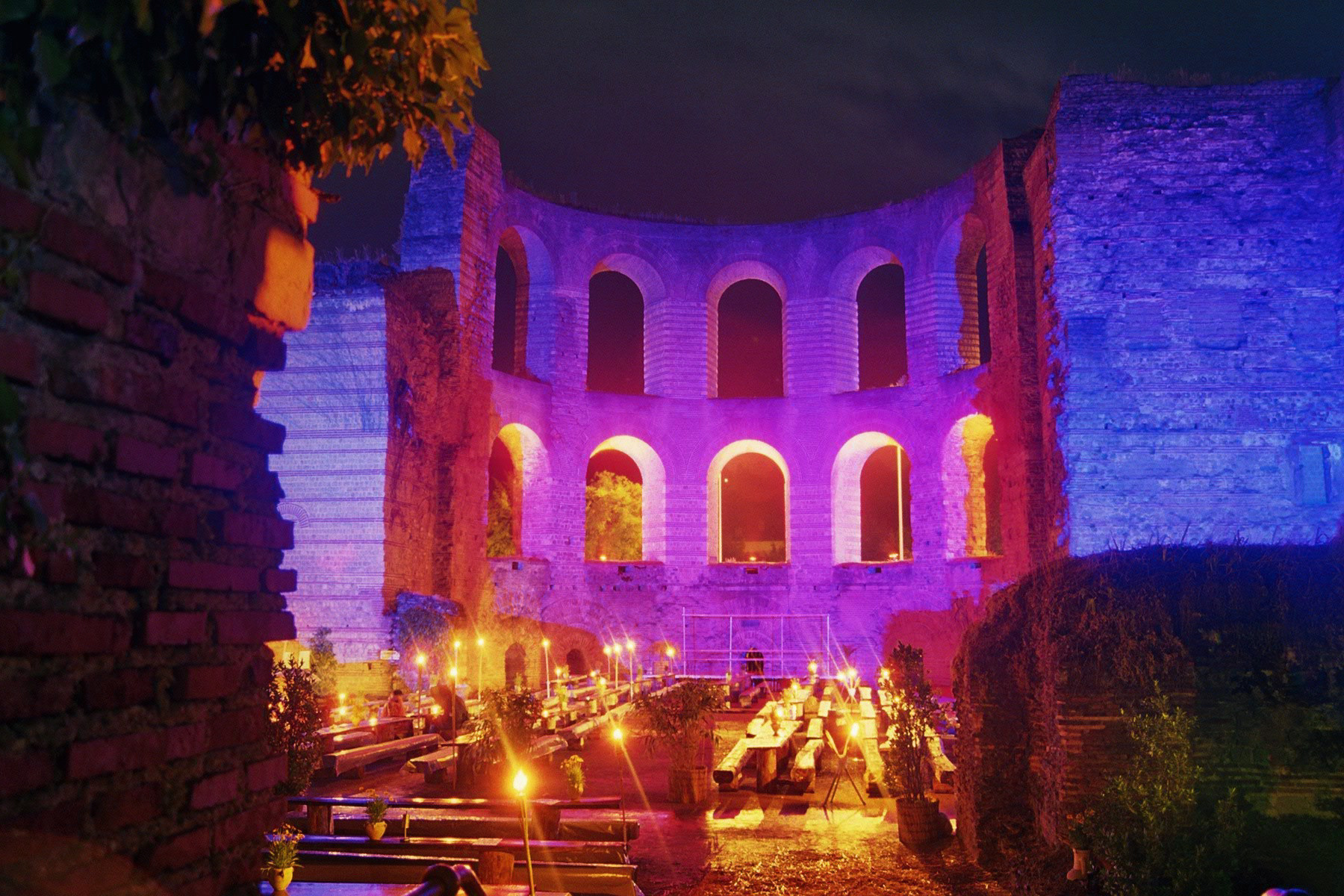